# Kilimli Belediyespor
Kilimli Belediyespor ist ein türkischer Fußballverein aus Kilimli, einem Stadtteil von Zonguldak.

## Geschichte
In der jüngeren Vergangenheit erlebte der Verein turbulente Zeiten. So spielten sie von 1991 bis 1996 in der 4. Liga, bevor sie anschließend in die Bölgesel Amatör Lig, die höchste türkische Amateurklasse, abstiegen. Dort schafften sie den sofortigen Wiederaufstieg in die 4. Liga. In der folgenden Saison gelang ihnen nochmals der Aufstieg als Meister in die TFF 2. Lig, der dritten Liga, wo sie als Schlusslicht jedoch direkt wieder absteigen mussten. In der Saison 2001/02 stiegen sie noch einmal ab und spielten dann neun Spielzeiten lang in der Bölgesel Amatör Lig, bevor sie dann am Ende der Saison 2010/11 als 1. Platz den Aufstieg in die TFF 3. Lig und somit die Rückkehr in den Profifußball schafften. Die anschließende Saison wurde der Klassenerhalt mit dem 13. Platz erreicht, bevor man in der Saison 2012/13 noch ein weiteres Mal in die 5. Liga absteigen musste.